# La Fleur écarlate (film, 1952)
Pour les articles homonymes, voir La Fleur écarlate.
Pour plus de détails, voir Fiche technique et Distribution.
La Fleur écarlate (Аленький цветочек / Alenkiï tsvetotchek) est un film d'animation soviétique de Lev Atamanov sorti en 1952. Le film est produit par les studios Soyuzmultfilm.

## Synopsis
Avant de partir en voyage, un marchand demande à ses trois filles ce qu'elles voudraient qu'il leur ramène. L'aînée demande une tiare étincelante, la cadette demande un miroir à main dans lequel son visage apparaîtrait toujours jeune, et la plus jeune, Anastasia, demande à son père de lui ramener une magnifique fleur écarlate comme celle qu'elle voit dans ses rêves. Ses deux sœurs rient à la formulation de ce vœu si simple.
Le voyage du père est fructueux et il trouve tout ce qu'il est venu chercher sauf la fleur écarlate de Anastasia. Cependant, le bateau repart et le père commence à scruter les terres autour de lui à la recherche de la fleur.
Une tempête fait rage et le père est emporté. Il se réveille sur une île étrange et ensorcelée. Il l'explore et trouve une fleur correspondant exactement à celle qu'Anastasia lui avait décrite. Cependant, à l'instant où il la cueille, une tempête se dirige sur lui et le propriétaire de l'île - un monstre hideux - se présente. Il dit au père qu'il lui laissera la fleur s'il envoie en retour une de ses filles pour vivre avec lui. Le père refuse, et le monstre lui offre un anneau, lui disant que quiconque le mettra sera téléporté sur l'île, et que si aucune de ses filles ne se présente, le père devra se sacrifier et sera tué.
Le lendemain matin, les membres de l'équipage, qui le cherchaient, le voient sur l'île et le sauvent. De retour chez lui, le père se prépare à mettre l'anneau et rencontrer son destin. Cependant, Anastasia entend la conversation où son père révèle son plan à un de ses amis et met l'anneau.
Elle s'attend à être tuée mais se retrouve sur une île magnifique, accueillie par un hôte gentil mais qui refuse d'être vu. Elle le voit cependant accidentellement, et est horrifiée au premier abord. Il l'autorise à aller voir sa famille, mais lui dit qu'elle doit revenir en mettant l'anneau avant 8 heures du soir ou il mourra de solitude.
Anastasia revient chez elle, vêtue de vêtements splendides et avec des cadeaux pour ses sœurs. Ces dernières, cependant, jalouses que leur sœur vive dans un magnifique palais et soit infiniment riche, décident de secrètement reculer toutes les horloges de la maison d'une heure. Anastasia, entendant l'horloge sonnant 8 heures, retourne vite sur l'île et trouve le monstre près de la mort. Elle est extrêmement triste et fait le serment de ne plus jamais le quitter. Sur ces mots, la fleur écarlate, qu'elle tient dans sa main, se rattache à son bosquet et l'île retrouve sa lumière. Le monstre se transforme en beau prince et explique qu'il était sous l'emprise de la malédiction d'une sorcière qui ne le libérerait que s'il gagnait le cœur d'une femme en étant dans le corps d'un horrible monstre.

## Fiche technique
- Titre : La Fleur écarlate
- Titres alternatifs : La Petite Fleur écarlate ; La Petite Fleur vermeille ; La Fleurette Vermeille ; La Belle et la Bête
- Titre original : Аленький цветочек (Alenkiy tsvetochek)
- Photographie : Mikhaïl Drouïan
- Réalisation : Lev Atamanov
- Scénario : Gueorgui Grebner, d'après le conte de Sergueï Aksakov.
- Dessinateurs : Roman Davydov, Fiodor Khitrouk, Roman Katchanov, Viatcheslav Kotenotchkine, Boris Dejkine (ru)
- Musique : Nikolaï Boudachkine
- Son : Gueorgui Martyniouk
- Pays : URSS
- Durée : 42 minutes
- Studio : Soyouzmoultfilm

## Doublage
- Nikolaï Bogolubov : Stepan Iemelianovitch, père de Nastenka
- Vladimir Gribkov : Kondrat
- Olga Tchepourova : Gordeïa
- Maria Babanova : Lioubava
- Nina Kratchkovskaïa : Nastenka (dialogues)
- Viktoria Uvanova : Nastenka (chant)
- Mikhaïl Astangov : Monstre
- Alekseï Konsovski : prince

## Commentaires
Selon les normes du CNC, il s'agit d'un court métrage, mais d'autres standards internationaux conduisent à le faire figurer dans la liste des longs métrages d'animation.
Cette histoire, inspirée d'un conte de Sergueï Timofeïevitch Aksakov, se rattache au thème de La Belle et la Bête.
Le film constitue un bon exemple de la période de réalisme socialiste dans l'histoire de l'animation russe, qui se caractérisait par un usage intensif de la rotoscopie et par un goût marqué pour l'adaptation de contes russes traditionnels.
La Fleur écarlate a été restaurée par le Gorky Film Studio en 1987 et on trouve maintenant[Quand ?] en Russie plusieurs éditions en vidéo et DVD. En revanche il ne semble pas qu'il existe à ce jour[Quand ?] de versions sous-titrées en anglais ou en français. Une version doublée est disponible en DVD mais elle a été remaniée par les américains de Films by Jove qui ont notamment composé de nouvelles musiques.

## Autour du film
Après sa sortie, Lev Atamanov enchaîne d'autres films, dont La Reine des neiges en 1957.
En 1978, Irina Povolotskaïa tourne une autre version, La Fleur écarlate.